# フリッツィー・ブルネット
フリッツィー・ブルネット（Fritzi Brunette, 1890年5月27日 - 1943年9月28日）は、アメリカ合衆国の女優である。出生名はフローレンス・ブルネット（Florence Brunet）。

## 人物・来歴
1890年（明治23年）5月27日、ジョージア州サヴァナに生まれる。
1912年（明治45年）、パワーズ・ピクチャー・プレイズ製作の短篇映画 The Joy Ride に出演しているのが、もっとも古い出演記録である。セリグ・ポリスコープ・カンパニーが量産する短篇映画に多く出演する。1918年（大正7年）、ユニヴァーサル・フィルム・マニュファクチュアリング・カンパニー（現在のユニバーサル・ピクチャーズ）に移籍、同社傘下の製作会社ブルーバード映画で、ダグラス・ジェラード監督の Playthings, 『血の叫び』、『巌封の密者』に主演、これらは日本でも公開された。1925年（大正14年）、一旦映画界を離れる。
1935年（昭和10年）、19歳年長の夫ウィリアム・ロバート・ダレーと死別する。同年、すでにトーキーの世界となった映画界に復帰するが、役柄は端役、地震シーンのエキストラ等であった。1942年（昭和17年）に公開された、チャールズ・ラモント監督の You're Telling Me にノンクレジットで出演したのが最後の仕事となった。
1943年（昭和18年）9月28日、カリフォルニア州ロサンゼルス市ハリウッドで死去した。満53歳没。

## おもなフィルモグラフィ
すべて出演作である。1915年以前の70作におよぶ出演作に関しては、おもなものに留めた。

### 1910年代
- The Joy Ride : 監督不明、1912年 - 出演・役 The Maid's Mistress
- Diamonds Are Trumps : 監督ウィリアム・ロバート・ダレー、1916年
- Virtue Triumphant : 監督ウィリアム・ロバート・ダレー、1916年
- The Uncut Diamond : 監督ウィリアム・ロバート・ダレー、1916年
- Unto Those Who Sin : 監督ウィリアム・ロバート・ダレー、1916年 - 出演・役 Nadia
- A Serpent in the House : 監督ウィリアム・ロバート・ダレー、1916年
- At Piney Ridge : 監督ウィリアム・ロバート・ダレー、1916年 - 出演・役 Cindy Lane
- The Test of Chivalry : 監督ウィリアム・ロバート・ダレー、1916年
- The Hare and the Tortoise : 監督ウィリアム・ロバート・ダレー、1916年
- The Reprisal : 監督ウィリアム・ロバート・ダレー、1916年
- The Germ of Mystery : 監督ウィリアム・ロバート・ダレー、1916年
- Out of the Mist : 監督ウィリアム・ロバート・ダレー、1916年
- Into the Northland : 監督ウィリアム・ロバート・ダレー、1916年
- Beware of Strangers : 監督コリン・キャンベル、1917年 - 出演・役 Bertha Gibson
- 『ジャガーの爪』The Jaguar's Claws : 監督マーシャル・ニーラン、主演早川雪洲、1917年 - 出演・役 Beth Thomas
- 『黄金の砲弾』 The Golden Bullet : 監督フレッド・ケルシー、主演ハリー・ケリー、1917年
- Who Shall Take My Life? : 監督コリン・キャンベル、1917年 - 出演・役 Kate Taylor
- 『目醒めた心』（別題『良心の叫び』） And a Still Small Voice : 監督バートラム・ブラックン、1918年 - 出演・役 Mary Singleton
- The City of Purple Dreams : 監督コリン・キャンベル、1918年 - 出演・役 Esther Strom
- The Still Alarm : 監督コリン・キャンベル、1918年 - 出演・役 Undetermined Role
- Playthings : 監督ダグラス・ジェラード、1918年 - 主演・役 Marjorie North
- 『血の叫び』 The Velvet Hand : 監督ダグラス・ジェラード、1918年 - 主演・役 Gianna Russelli
- 『巌封の密者』 The Sealed Envelope : 監督ダグラス・ジェラード、1919年 - 主演・役 Lena
- The Railroader : 監督コリン・キャンベル、1919年 - 出演・役 Anice Lanier
- 『白塗の壁』 Whitewashed Walls : 監督パーク・フレーム、1919年 - 出演・役 Concha
- 『神の賜ひし女』 The Woman Thou Gavest Me : 監督ヒュー・フォード、1919年 - 主演・役 Alma
- 『大自然の声』 Jacques of the Silver North : 監督ノーヴァル・マクレガー、1919年 - 出演・役 Memory Baird
- 『嘘か実か』 A Sporting Chance : 監督ヘンリー・キング、1919年 - 出演・役 Gilberte Bonheur
- 『女優の罪』（別題『陰の女』） The Woman Under Cover : 監督ジョージ・シーグマン、1919年 - 出演・役 Alma Jordan
- The Lord Loves the Irish : 監督アーネスト・C・ワード、1919年 - 出演・役 Sheila Lynch

### 1920年代
- Live Sparks : 監督アーネスト・C・ワード、1920年 - 出演・役 Myrtle Pratt
- The Dream Cheater : 監督アーネスト・C・ワード、1920年 - 出演・役 Pauline Mahon
- Number 99 : 監督アーネスト・C・ワード、1920年 - 出演・役 Cynthia Vivian
- 『緑の焔』 The Green Flame : 監督アーネスト・C・ワード、1920年 - 出演・役 Ruth Gardner
- 『三萬弗』 $30,000 : 監督アーネスト・C・ワード、1920年
- 『秘語の家』 The House of Whispers : 監督アーネスト・C・ワード、1920年 - 出演・役 Barbara Bradford
- 『因果応報』 The Devil to Pay : 監督アーネスト・C・ワード、1920年 - 出演・役 Dare Keeling
- 『機会の海岸』 The Coast of Opportunity : 監督アーネスト・C・ワード、1920年 - 出演・役 Janet Ashley
- 『猛虎の勇』 Tiger True : 監督J・P・マッゴワン、1921年 - 出演・役 Mary Dover
- The Butterfly Girl : 監督ジョン・ゴーマン、1921年 - 出演・役 Lorna Lear
- Discontented Wives : 監督J・P・マッゴワン、1921年 - 出演・役 Ruth Gaylord
- A Wife's Awakening : 監督ルイ・ガスニエ、1921年 - 出演・役 Florence Otis
- 『百発百中』 Sure Fire : 監督ジョン・フォード、1921年 - 出演・役 Elinor Parker
- 『雪谷の巨人』 The Man from Lost River : 監督フランク・ロイド、1921年 - 出演・役 Marcia
- 『悪魔の眠る時』 While Satan Sleeps : 監督ジョセフ・ヘナベリー、1922年 - 出演・役 Salome Deming
- The Crusader : 監督ハワード・M・ミッチェル、1922年 - 出演・役 Alice
- Bells of San Juan : 監督スコット・R・ダンラップ 、1922年 - 出演・役 Dorothy Page
- The Boss of Camp Four : 監督W・S・ヴァン・ダイク、1922年 - 出演・役 Iris Paxton
- The Other Side : 監督ヒュー・ダーカー、1922年
- 『巡業の群れ』 The Footlight Ranger : 監督スコット・R・ダンラップ 、1923年 - 出演・役 Janet Ainslee
- Cause for Divorce : 監督ヒュー・ダーカー、1923年 - 出演・役 Laura Parker
- Camille of the Barbary Coast : 監督ヒュー・ダーカー、1925年 - 出演・役 Maggie Smith
- 『栄冠は我れに』（別題『栄冠は吾れに』） The Pace That Thrills : 監督ウェブスター・キャンベル、1925年 - 出演・役 Paula
- Driftwood : 監督クリスティ・キャバンヌ、1928年 - 出演・役 Lola

### 1930年代
- 『流星二挺拳銃』 The Rustlers of Red Dog : 監督ルー・ランダース、1935年 - 出演・役 Saloon Girl
- 『天空快走王』 Tailspin Tommy in The Great Air Mystery : 監督レイ・テイラー、1935年 - 出演・役 Dinner Guest （第1章）
- This Is the Life : 監督マーシャル・ニーラン、1935年 - ノンクレジット出演・役不明
- 『桑港』 San Francisco : 監督W・S・ヴァン・ダイク、1936年 - ノンクレジット出演・役 Earthquake Extra
- Maid of Salem : 監督フランク・ロイド、1937年 - ノンクレジット出演・端役
- 『宝の山』 Way Out West : 監督ジェームズ・W・ホーン、1937年 - ノンクレジット出演・役 Audience at Saloon
- 『明日は来らず』 Make Way for Tomorrow : 監督ジェームズ・W・ホーン、1937年 - ノンクレジット出演・脇役
- 『海の魂』 Souls at Sea : 監督ヘンリー・ハサウェイ、1937年 - ノンクレジット出演・端役
- 『新天地』 Wells Fargo : 監督フランク・ロイド、1937年 - ノンクレジット出演・役 Pioneer Woman
- Disbarred : 監督ロバート・フローリー、1939年 - ノンクレジット出演・役 Maid
- Persons in Hiding : 監督ルイ・キング、1939年 - ノンクレジット出演・役 Automobile Passenger
- 『駅馬車』 Stagecoach : 監督ジョン・フォード、1939年 - ノンクレジット出演・端役
- The Star Maker : 監督ロイ・デル・ルース、1939年 - ノンクレジット出演・役 Show Girl
- Honeymoon in Bali : 監督エドワード・H・グリフィス、1939年 - 出演・役 Secretary
- $1000 a Touchdown : 監督ジェームズ・P・ホーガン、1939年 - ノンクレジット出演・役 McGlen Wife

### 1940年代
- 『人間エヂソン』 Edison : 監督クラレンス・ブラウン、1940年 - ノンクレジット出演・脇役
- 『群衆』 Meet John Doe : 監督フランク・キャプラ、1941年 - ノンクレジット出演・端役
- You're Telling Me : 監督チャールズ・ラモント、1942年 - ノンクレジット出演

## 関連事項
- セリグ・ポリスコープ・カンパニー （en:Selig Polyscope Company）

## 註
1. 1 2 3 4 5 6 7 8 9 10 11 12 13  Fritzi Brunette, Internet Movie Database （英語）, 2010年6月8日閲覧。
2. ↑  『ブルーバード映画の記録』 : 製作・著・発行山中十志雄・塚田嘉信、1984年4月、p.60-63.
3. ↑  William Robert Daly - IMDb（英語）, 2010年6月8日閲覧。